# Enteral nutrition
Enteral nutrition innebär att näring tillförs via mag- och tarmkanalen, antingen genom normalt ätande eller genom sondmatning. Termen syftar dock vanligen till sondmatning i olika former. Enteral nutrition är i de flesta fall att föredra framför parenteral nutrition (näringstillförsel via blodbanan) då det stimulerar tarmslemhinnan, minskar risk för infektion i tarmen, bevarar och/eller återställer tarmens peristaltik (muskelrörlighet), förhindrar atrofi (förtvining) av tarmen, stimulerar tarmfloran (tarmens hälsosamma bakterier) samt minskar dödligheten. I vissa fall kan dock enteral nutrition vara riskfyllt (kontraindicerat), såsom vid tarmvred (ileus; totalt stopp i tarmen), medicinskt trauma, akut blödning i mag- och tarmkanalen eller cirkulationssvikt. Även etiska eller praktiska skäl - som kan finnas t.ex. vid vård i livets slutskede - kan göra att parenteral nutrition är att föredra framför enteral.